# Cayo Eusebio
Cayo Eusebio es el nombre que recibe una isla cubana que pertenece al archipiélago conocido como Sabana-Camagüey, en el subgrupo Sección Camagüey, en la provincia del mismo nombre en el centro oriente de la isla de Cuba, y frente al océano Atlántico en las coordenadas geográficas 21°52′N 77°41′O / 21.867, -77.683 justo al norte de la bahía la Gloria, al noreste de playa Guanaja, al sureste de Cayo Cucubao y al sur del Cayo Romano, 501 kilómetros al este de la capital del país la ciudad de La Habana.